# Casa do Barão do Penedo
A Casa do Barão do Penedo é um prédio histórico brasileiro que abriga atualmente o Museu Casa do Penedo, espaço dedicado à história da cidade de Penedo, em Alagoas, e à história do Barão de Penedo. Está localizada na rua Dâmaso Monte, nº 141 na cidade de Penedo, no estado de Alagoas.

## Tombamento
A edificação está tombada pela Secretaria de Estado da Cultura - SECULT-AL por meio do Decreto Nº 4.998, de 08/02/1982.

## Histórico

### Residência do Barão de Penedo
Construído em meados do século XIX, o local já foi residência de Francisco Inácio de Carvalho Moreira, o Barão de Penedo, que nasceu na cidade e foi um importante diplomata no Império e na República.[carece de fontes?]

### Museu Casa do Penedo
Em 1992, o médico Francisco Alberto Sales fundou no local o Museu Casa do Penedo. O museu possui biblioteca, arquivo iconográfico com cerca de cinco mil peças, um arquivo histórico documental informatizado e auditório usado para palestras e eventos culturais, além de contar com salas para exposições, sendo algumas delas de caráter permanente referentes a fatos históricos ocorridos na cidade de Penedo.